# Feinig
Feinig je priimek več oseb:
- Anton Feinig, koroško-slovenski učitelj
- Tatjana Feinig, slovenska pedagoginja
- Tonč Feinig, slovenski pianist